# 富山市立奥田中学校
富山市立奥田中学校（とやましりつ おくだちゅうがっこう）は富山県富山市奥田地区を学区とする公立中学校。

## 概要
奥田中学校は奥田小学校や奥田北小学校等の富山駅北方面一帯に広がる奥田地区を校区とする公立中学校である。平成19年3月14日付で、卒業生総数は22,190名になった。校訓は「自主・創造・敬愛」であり、学校敷地内には校訓の書かれた石碑がある。

## 歴史
個別に出典が提示されていない箇所の出典→。
| 年月日        | 出来事                                                                                 |
| ------------- | -------------------------------------------------------------------------------------- |
| 1947年4月15日 | 興国人絹パルプ富山工場旧青年学校を仮校舎にして開校                                     |
| 1949年6月28日 | 富山市窪16番地（現在地）の新校舎に移転                                                 |
| 1956年4月29日 | 初代体育館が落成                                                                       |
| 1962年7月5日  | プール竣工                                                                             |
| 1976年8月30日 | 現鉄筋校舎完成（1972年2月2日に第1期工事が竣工して以降第3期まで工事が実施されていた。） |
| 1996年        | 現体育館竣工                                                                           |
| 2012年        | 全国中学校バスケットボール大会で八村塁を擁し準優勝。                                   |

## 事件
奥田中学校では、校内暴力や厳しい校則による人権問題が起きることもあった。また、1988年にはいじめを苦に生徒が飛び降り自殺をする事件も発生した。

## 部活動
奥田中学校の部活動は、以下の通りである。部活動加入率は85%程度である。
- 野球部
- サッカー部
- ソフトボール部
- ソフトテニス部
- バレーボール部
- ハンドボール部
- バドミントン部
- バスケットボール部
- 卓球部
- 陸上競技部
- 剣道部
- 吹奏楽部
- 音楽部
- 美術部
- 茶道部
- パソコン部
- 駅伝部(特設)

## 交通
最寄駅は富山地方鉄道富山港線の奥田中学校前駅。北陸新幹線の富山駅やあいの風とやま鉄道線・高山本線の富山駅、富山地方鉄道の電鉄富山駅、稲荷町駅にも近い。

## 生徒数
奥田中学校の全校生徒数は、648人（令和3年度）である。

## 著名な出身者

### 芸術・文化・芸能
- 川嶋哲郎（ジャズサックス奏者）
- 麻尋えりか（元宝塚歌劇団星組男役）
- 中山恵（元モデル・元女優、スタイリスト）
- 直島航（写真家）
- 坂本欣弘（映画監督）

### スポーツ
- 嶋田雄大（元プロボクシング日本ライト級チャンピオン）
- 浅井樹（元プロ野球選手：現広島東洋カープコーチ）
- 馬場雄大（バスケットボール選手：アルバルク東京→テキサス・レジェンズ→メルボルン・ユナイテッド→テキサス・レジェンズ→長崎ヴェルカ）
- 八村塁（バスケットボール選手：ワシントン・ウィザーズ→ロサンゼルス・レイカーズ）
- 笹倉怜寿（バスケットボール選手：アルバルク東京）
- 小杉凜華（バレーボール選手：KUROBEアクアフェアリーズ）
- 伊藤尚人（バスケットボール選手：SHINAGAWA CC WILDCATS）

## 関連書籍
『奥田郷土史』（1996年発行）奥田郷土史編集委員会/編 奥田郷土史刊行委員会 

第二章第一節 四 奥田中学校の発展（190頁～）